# Hercules (wrestler)
Raymond Constantine Fernandez (Tampa, 7 maggio 1956 – Tampa, 6 marzo 2004) è stato un wrestler statunitense, maggiormente conosciuto con i ring name Hercules Hernandez e Super Invader.

## Carriera
La sua carriera si snodò attraverso vent'anni, dal 1979 al 1999, sotto la guida di Eddie Sharkey. Debuttò nella WWF nel 1985 combattendo fino al 1992.

### Inizi (1981–1983)

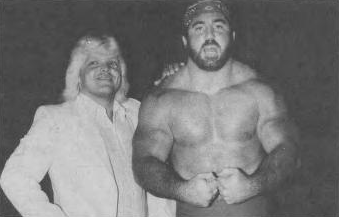
Gary Royal e Hercules Hernandez (1983)

Fernandez esordì nel wrestling nel 1981, lottando prevalentemente in Florida e Texas, con il ring name "Hercules" Hernandez. Nel 1982, si trasferì nel territorio controllato dalla NWA Central States (operante in Kansas, Missouri e Iowa). Qui formò un tag team con Dewey Robertson, e i due vinsero i titoli di coppia Central States in due occasioni diverse; sconfiggendo in entrambi i casi Mike George & Mark Romero. Hercules vinse anche il titolo Central States Television restando campione per circa sei mesi. Altri feud notevoli del periodo furono quelli con Manny Fernandez e Harley Race. La rivalità con Race garantì grande visibilità al giovane Hernandez a livello nazionale, data la popolarità di Race quale ex NWA World Champion. In questo periodo il suo manager era Sir Oliver Humperdink.

### All Japan Pro Wrestling (1983)
Nel gennaio 1983 andò in tour in Giappone con la All Japan Pro Wrestling.

### Jim Crockett Promotions (1983–1984)
Nella JCP fu messo a lottare in coppia con Jody Hamilton, noto con il ring name Masked Assassin; e quindi lui divenne Masked Assassin 2, una gimmick interpretata da molti altri wrestler nel corso degli anni. La coppia, denominata The Assassins, partecipò alla prima edizione di Starrcade battendo Rufus R. Jones & Bugsy McGraw. Meno di un anno dopo, lasciò la coppia dopo che venne smascherato da Jimmy Valiant.

### Mid-South Wrestling (1984–1985)
Passò quindi alla Mid-South di Bill Watts, dove indossò nuovamente una maschera. Mr. Wrestling II aveva recentemente tradito il compagno di tag team Magnum T.A. diventando un heel. Mr. Wrestling II si rinominò semplicemente "Mr. Wrestling" e prese sotto la sua ala un nuovo protégé, "Mr. Wrestling II", che era Fernandez mascherato (spesso chiamato anche "Mr. Wrestling III" nelle riviste di wrestling per non confondere i lettori). Mr. Wrestling II fece da spalla a Mr. Wrestling nel suo feud con Magnum T.A. Poco dopo, Fernandez tornò a lottare a viso scoperto come "Hercules Hernandez", ed ebbe una rivalità con "Hacksaw" Jim Duggan. Quindi entrò a far parte della stable Devastation Inc. di Skandor Akbar, insieme al futuro collega in WWF Ted DiBiase. Come membro della Devastation Inc., Hercules ebbe feud con Junkyard Dog e Terry Taylor, prima di abbandonare la federazione.

### Championship Wrestling from Florida (1985)
Nella Championship Wrestling from Florida conquistò in breve tempo l'NWA Florida Southern Heavyweight Championship sconfiggendo Brian Blair, e poi vinse anche l'NWA Florida Heavyweight Championship battendo Héctor Guerrero il mese successivo; diventando così bi-campione. Qualche tempo dopo, nel luglio 1985, fu licenziato dalla CWF a causa di una rissa nel backstage con Wahoo McDaniel e gli furono tolte entrambe le cinture. Dopo aver lasciato la Florida, andò nella World Wrestling Council di Porto Rico prima di firmare un contratto con la World Wrestling Federation.

### World Wrestling Federation (1985–1992)

#### Prime apparizioni (1985–1986)
Fernandez esordì in WWF nel 1985, sotto la guida dell'esperto manager "Classy" Freddie Blassie. La sua prima grande occasione di esposizione mediatica fu a WrestleMania 2 quando perse un incontro con Ricky "The Dragon" Steamboat. Quando Blassie si ritirò, nella storyline cedette i contratti di management dei suoi protetti a Slick.

#### Heenan Family (1986–1988)
Alla fine del 1986, il contratto di Hercules fu "venduto" da Slick al collega manager Bobby "The Brain" Heenan. Poco tempo dopo, Heenan rimosse il cognome "Hernandez" dal ring name di Hercules (anche se alcuni commentatori, come per esempio Gorilla Monsoon, continuarono occasionalmente a chiamarlo così), come pure il suo costume d'entrata ispirato ai gladiatori dell'antica Roma. In sostituzione, entrava sul ring con una catena di ferro e metteva in mostra il fisico da culturista. Il 29 novembre 1986 a Saturday Night's Main Event VIII, ebbe l'opportunità di affrontare il campione WWF Hulk Hogan, ma perse il match.
Alla fine del 1986 ebbe un feud con Billy Jack Haynes, nel corso del quale cominciò ad utilizzare sul ring la mossa finale di Haynes, la presa di sottomissione Full nelson. In una puntata di WWF Wrestling Challenge, Heenan sfidò Haynes ad uscire dalla presa di Hercules. Haynes accettò prontamente la sfida ma fu aggredito a tradimento dai due. Il fatto portò al loro match a WrestleMania III che terminò in un doppio conteggio fuori dal ring. Il feud culminò alcune settimane dopo in un chain match vinto da Hercules.
Nella prima parte del 1988, durante un episodio di WWF Superstars of Wrestling, Hercules fece roteare la sua catena in direzione di The Ultimate Warrior. Warrior afferrò la catena, e i due cominciarono un tiro alla fune, che causò lo spezzarsi a metà della catena data la forza dei due uomini. I due si scontrarono a WrestleMania IV, dove a prevalere fu Warrior.

#### Rivalità con Ted DiBiase e Bobby Heenan (1988–1990)
Dopo la sconfitta rimediata con Warrior, Bobby Heenan vendette il contratto di Hercules a Ted DiBiase; DiBiase dichiarò pubblicamente di essersi comprato "uno schiavo personale", tuttavia Hercules non era della stessa idea. Effettuò un turn face e cominciò subito un feud con DiBiase. Hercules sconfisse la guardia del corpo di DiBiase, Virgil, in un match con in palio la sua "libertà" a Saturday Night's Main Event XVIII il 16 novembre. Il match aveva avuto luogo perché DiBiase dichiarò di non volere "sporcarsi le mani" lottando contro Hercules, che considerava suo schiavo. Hercules e DiBiase si scontrarono ancora come membri delle rispettive squadre rivali a Survivor Series 1988 dove DiBiase eliminò Hercules, ma poi egli distrasse l'avversario il tempo necessario a farlo eliminare anch'esso da Randy Savage.
Al termine della rivalità con DiBiase, ebbe una serie di match con Haku. Nonostante avesse battuto Haku a WrestleMania V, non divenne mai "King" della WWF. La sua carriera rimase in stallo dopo questo feud.

#### Power and Glory (1990–1991)
Nell'estate del 1990, Hercules tornò ad essere un heel quando cominciò a lottare in coppia con Paul Roma nel tag team Power and Glory, guidato dal manager Slick. I due ebbero un feud importante con i Rockers, sconfiggendoli a SummerSlam, e sfidando senza successo i campioni WWF World Tag Team The Hart Foundation.

#### Ultime apparizioni (1991–1992)
Dopo SummerSlam, Roma lasciò la WWF. Hercules passò il resto del suo tempo in WWF in qualità di jobber, perdendo contro Big Boss Man, Sid Justice e Bret Hart. Resistette per circa quaranta minuti nella Royal Rumble del 1991; ma meno di un minuto in quella dell'anno successivo. L'ultima apparizione televisiva in WWF fu un match contro Sid Justice al Madison Square Garden dove fu sconfitto in meno di un minuto.

### World Championship Wrestling (1992)
Dopo essere rimasto in WWF per sette anni, firmò un contratto con la World Championship Wrestling (WCW). Lottò mascherato con l'identità di Super Invader, con la gimmick di un assassino orientale, con manager Harley Race. Come Super Invader sconfisse Todd Champion al ppv WrestleWar 1992 e Marcus Bagwell in un dark match combattuto prima di Great American Bash 1992. Il suo momento di maggior successo in WCW fu l'apparizione a Clash of the Champions XX nel team di Rick Rude, Jake Roberts e Big Van Vader nel corso di un match ad eliminazione che li vedeva contrapposti alla squadra formata da Sting, Nikita Koloff e The Steiner Brothers. Alla fine del 1992 lasciò la WCW.

### New Japan Pro Wrestling (1993–1994)
Nel marzo 1993 esordì nella New Japan Pro-Wrestling lottando nuovamente come "Hercules Hernandez", e facendo spesso coppia sul ring con Scott Norton nel tag team The Jurassic Powers. I due vinsero il titolo IWGP Tag Team Championship battendo gli Hell Raisers (Hawk Warrior & Power Warrior) nell'agosto 1993, e rimasero campioni per circa quattro mesi. Durante il loro regno, difesero le cinture contro The Japanese Jollyjacks  (Takayuki Iizuka & Akira Nogami), Masa Saito & Manabu Nakanishi, e Barbarian & Haku. Il team ebbe anche una serie di match con gli Steiner Brothers e arrivò in finale nella Super Grade Tag League del 1993 dove fu sconfitto da Keiji Muto & Hiroshi Hase.

### Carriera successiva (1994–1999)
Nel 1994, Hercules lottò nella American Wrestling Federation dove prese parte al torneo per incoronare il primo campione AWF. Nel 1999, Ray Fernandez si ritirò dal ring dopo aver lottato in numerose altre federazioni minori facenti parte del circuito indipendente.

## Morte
Morì nel sonno a causa di un infarto, nella sua casa di Tampa in Florida, pochi mesi prima di compiere 48 anni.

## Personaggio

### Mosse finali
- Come Hercules
  - Backbreaker rack[9][10]
  - Full nelson[9][10]
- Come Super Invader
  - Powerbomb[10]

### Manager
- Sir Oliver Humperdink[11][12]
- "Classy" Freddie Blassie[13]
- Bobby "The Brain" Heenan[13]
- Slick[13]
- Harley Race
- Jim Cornette
- Skandor Akbar
- Adnan Al-Kaissie

## Titoli e riconoscimenti
- Central States Wrestling
  - NWA Central States Tag Team Championship (2) – con Dewey Robertson
  - NWA Central States Television Championship (1)

- Championship Wrestling from Florida
  - NWA Florida Heavyweight Championship (2)
  - NWA Southern Heavyweight Championship (Florida version) (1)

- Independent Association of Wrestling
  - IAW Heavyweight Championship (1)
  - IAW Tag Team Championship (1) – con Paul Roma

- International Wrestling Federation
  - IWF Can-Am Championship (1)

- Mid-South Wrestling Association
  - Mid-South Tag Team Championship (1) – con Ted DiBiase

- New Japan Pro-Wrestling
  - IWGP Tag Team Championship (1) – con Scott Norton

- North American Wrestling Alliance
  - NAWA Heavyweight Championship (1)[14]
- Pro Wrestling Illustrated
  - 220º nella lista dei migliori 500 wrestler singoli durante i "PWI Years" del 2003.

- World Wrestling Federation
  - Slammy Award (1)
    - Bobby "The Brain" Heenan Scholarship Award (1987) con Haku, Tama, André the Giant, King Kong Bundy, & Harley Race